# Каменское (Камчатский край)
Ка́менское — село в Камчатском крае России, административный центр Пенжинского района. Образует сельское поселение Село Каменское.

## География
Расположено на правом берегу реки Пенжина. Рядом находится село Оклан, вверх по течению реки Пенжина находятся село Слаутное и Аянка. Дальше всех от Каменского к западу, на берегу Пенжинской губы, находится Парень, в устье одноимённой реки.
До краевого центра — Петропавловска-Камчатского — можно добраться только воздушным сообщением, с пересадкой в селе Корф (аэропорт Тиличики). Расстояние 1 300 километров. Гравийной автомобильной дорогой село Каменское связано с селом Манилы.

## Сельское поселение
Статус и границы сельского поселения установлены Законом Корякского автономного округа от 2 декабря 2004 года № 365-ОЗ «О наделении статусом и определении административных центров муниципальных образований Корякского автономного округа».

## Климат
Поселок, как и весь регион, относится к районам Крайнего Севера.
| Показатель                    | Янв.  | Фев.  | Март  | Апр.  | Май   | Июнь | Июль | Авг. | Сен.  | Окт.  | Нояб. | Дек.  | Год   |
| ----------------------------- | ----- | ----- | ----- | ----- | ----- | ---- | ---- | ---- | ----- | ----- | ----- | ----- | ----- |
| Абсолютный максимум, °C       | 6,8   | 6,5   | 6,2   | 8,2   | 21,9  | 29,3 | 39,3 | 31,4 | 21,5  | 15,2  | 6,4   | 7,4   | 39,3  |
| Средний суточный максимум, °C | −20,7 | −18,6 | −13   | −5    | 6,5   | 16,7 | 19,7 | 16,9 | 10,4  | −1,2  | −10,8 | −18,6 | 19,7  |
| Средняя температура, °C       | −24,3 | −22,2 | −17,2 | −9,2  | 2,4   | 11,0 | 14,4 | 12,1 | 6,0   | −4,4  | −14,3 | −22,2 | 14,4  |
| Средний суточный минимум, °C  | −27,8 | −26   | −21,6 | −13,7 | −1,6  | 5,5  | 9,5  | 7,6  | 1,8   | −7,7  | −18   | −25,7 | 9,5   |
| Абсолютный минимум, °C        | −52,4 | −48,8 | −48,4 | −38,2 | −27,6 | −4,5 | −2,6 | −8,3 | −15,2 | −32,3 | −43,9 | −52,6 | −52,6 |
| Норма осадков, мм             | 21    | 19    | 22    | 16    | 19    | 30   | 38   | 62   | 49    | 36    | 35    | 28    | 742   |
| Источник: Погода и климат     |       |       |       |       |       |      |      |      |       |       |       |       |       |

## Население
| 1939 | 1959 | 1970  | 1979  | 1989  | 2002 | 2010 |
| ---- | ---- | ----- | ----- | ----- | ---- | ---- |
| 283  | ↗582 | ↗1001 | ↗1283 | ↗1369 | ↘652 | ↗655 |
| 2012 | 2013 | 2014  | 2015  | 2016  | 2017 | 2018 |
| ↘650 | ↘619 | ↘615  | ↘602  | ↘589  | ↘565 | ↗566 |
| 2019 | 2020 | 2021  |       |       |      |      |
| ↘552 | ↘524 | ↗630  |       |       |      |      |

Этнический состав: Украинцы, Коряки, Эвены, Русские.

## История
С 1930 по 1932 поселение носило название Пенжинская культбаза, до 1937 года — Корякская культбаза, и являлось центром Корякского округа.

## Инфраструктура
В селе официально зарегистрировано два частных автотранспортных предприятия. По данным ГИБДД в селе 5 автобусов, три грузовика и 20 легковых автомобилей. Муниципальный транспорт отсутствует.
Есть одна муниципальная больница (на 37 коек) с амбулаторий и станцией скорой помощи. Поликлиника.
Имеется:
«Пенжинская детская школа искусств»(филиалы в с. Манилы, и с. Слаутное).
Каменский детский сад «Теремок» (здание законсервировано, в данный момент сад дислоцируется на 2 этаже здания Детской школы искусств.
Районный краеведческий музей (в здании Детской школы искусств).
Культурно-досуговый комплекс.
Библиотека (в здании Культурно- досугового комплекса).
Каменская средняя школа.
Спортивная школа, в ней находится бесплатный тренажерный зал.
Церковь.

## Памятники
- В центре села напротив Детской школы искусств, стоял памятник В. И. Ленину, от которого в данный момент осталось только основание.

- На берегу реки Пенжина расположен памятник — могила геолога Николая Чугунова, который в 1947 году погиб неподалёку от села Каменское, сплавляясь по Пенжине.

- Памятник участникам Великой Отечественной войны.